# Ascyltus divinus
Ascyltus divinus är en spindelart som beskrevs av Karsch 1878. Ascyltus divinus ingår i släktet Ascyltus och familjen hoppspindlar. Inga underarter finns listade i Catalogue of Life.